# Blanchester
Blanchester – wieś w USA, w stanie Ohio, w hrabstwie Clinton.
Liczba mieszkańców w 2012 roku wynosiła 4230.